# Hans-Joachim Hartnick
Hans-Joachim Hartnick (nascido em 12 de janeiro de 1955) é um ex-ciclista alemão. Terminou em segundo lugar na competição Volta à Polónia de 1975.